# M/S Museet for Søfart

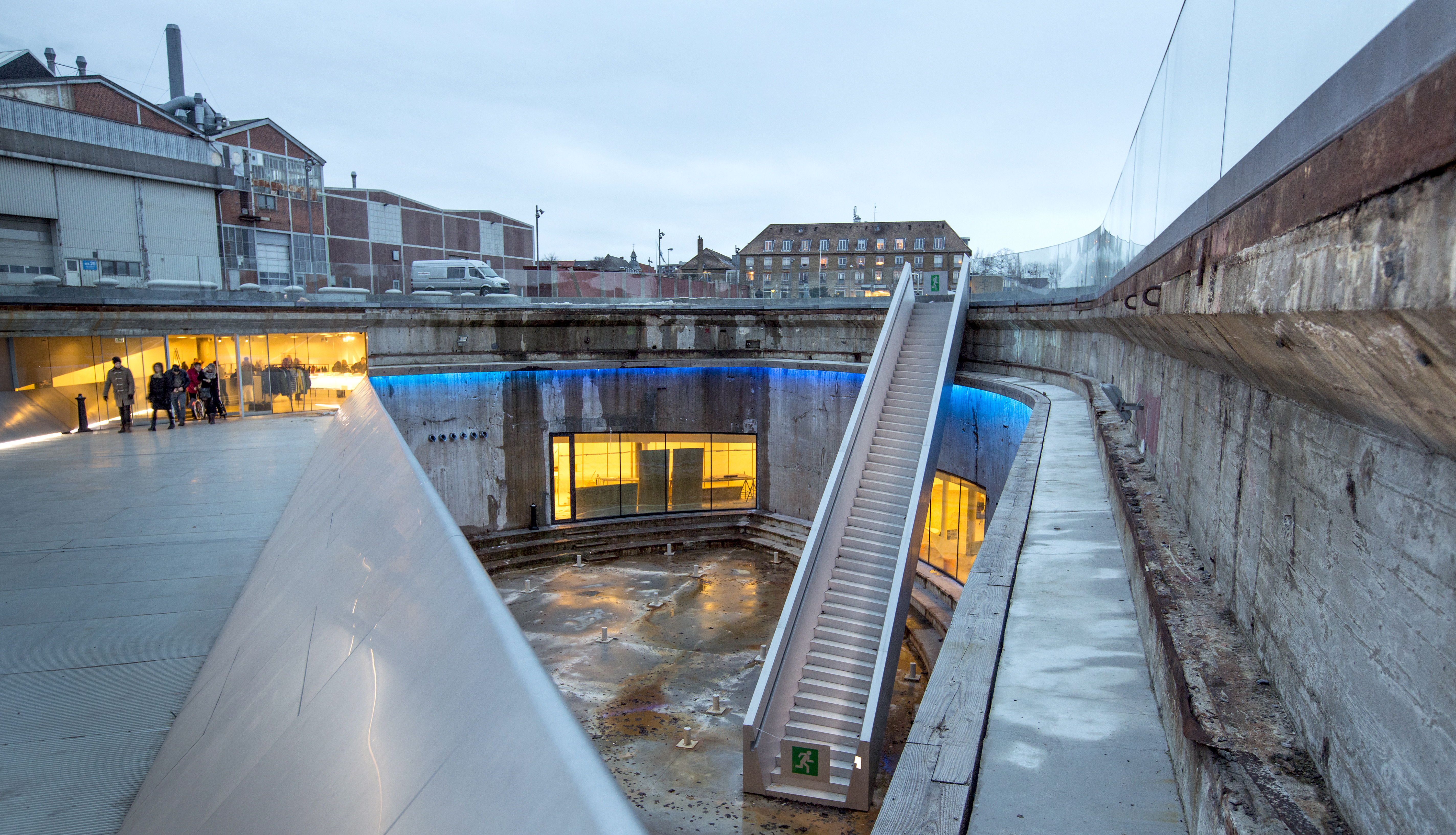
exterieur

Het M/S Museet for Søfart is een museum in het Deense Helsingør. Tussen 1915 en 2013 was het museum gevestigd in slot Kronborg, sinds 2013 is het gevestigd in een droogdok van de voormalige scheepswerf Helsingør Skibsværft, naast het slot. Het museum is een ontwerp van Bjarke Ingels. Het museum is het nationale zee- en scheepvaartmuseum van Denemarken.